# 염준영
염준영(1976년 2월 22일 ~ )은 대한민국의 배우이다.

## 학력
- 청주대학교 연극영화학과 졸업

## 연기 활동

### 드라마
- 1992년 KBS1 청소년 드라마 《맥랑시대》
- 1994년 MBC 월화드라마 《마지막 승부》
- 1995년 SBS 주간드라마 《서울 야상곡》
- 2003년 KBS2 일요아침드라마 《결혼이야기》
- 2003년 SBS 대기획 《올인》
- 2003년 SBS 드라마 스페셜 《요조숙녀》
- 2003년 SBS 주말 특별기획 《완전한 사랑》

### 극단가교
- 2000년 《눈물젖은 두만강》
- 2001년 《번지없는 주막》

## 방송
- 2002년 : KBS2 《러브스토리》